# Slow (песен)
Slow е електропоп песен от австралийската певица Кайли Миноуг от девето си студиен албум Body Language (2003). Песента е написана от Миноуг, Дан Кери и Емилияна Торини, и произведени от Кери и Торини. Slow е издаден като първи сингъл от албума в края на 2003 г. и достига първо място в Австралия, Дания, Румъния и Великобритания.

## Формати и песни
CD сингъл 1
1. Slow – 3:15
2. Sweet Music – 4:08
3. Slow (Medicine 8 Remix) – 6:57

CD сингъл 2
1. Slow – 3:15
2. Soul on Fire – 3:32
3. Slow (Radio Slave Mix) – 10:27
4. Slow (Synth City Mix) – 5:50

Японски CD
1. Slow – 3:15
2. Soul on Fire – 3:32
3. Slow (Medicine 8 Remix) – 6:57
4. Slow (Radio Slave Mix) – 6:35
5. Slow (Extended Mix) – 6:25

Френски DVD
1. Slow – 3:15
2. Sweet Music – 4:08
3. Slow (Video)